# Бачински, Тимея
Тимея Бачински (Timea Bacsinszky, венг. Bacsinszky Tímea; род. 8 июня 1989, Лозанна) — швейцарская профессиональная теннисистка венгерского происхождения; серебряный призёр Олимпийских игр 2016 года в парном разряде; победительница девяти турниров WTA (четыре — в одиночном разряде).

## Биография
Одна из четырёх детей этнических венгров Сусанны и Игоря Бачински; её брата зовут Даниэль, а сестёр Софи и Мелинда. Мать — стоматолог родом из Дебрецена, отец — тренер по теннису родом из трансильванского Сатмара (первоначально работал в одном из румынских клубов); под его влиянием вся семья заиграла в эту игру. Тимея в теннисе с трёх лет.
Во время матча швейцарка предпочитает действовать у задней линии; лучший удар — подача. Любимое покрытие — хард.

## Спортивная карьера

### Начало карьеры
Первый титул на турнирах ITF Бачински выиграла в 2003 году. В период с 2004 по 2005 год на юниорских турнирах турнирах серии Большого шлема трижды доходила до полуфинала. Дебют в основных соревнованиях WTA-тура состоялся в 2003 году на турнире в Цюрихе в парном разряде. В одиночных соревнованиях тура сыграла впервые в мае 2004 года в Страсбурге. В апреле 2005 года сыграла первые матчи за сборную Швейцарии в розыгрыше Кубка Федерации. В апреле 2006 года выиграла 75-тысячник ITF в Динане, где побеждала еще в 2004 году. В мае 2006 года выиграла 50-тысячник ITF в Сен-Годенсе, начав путь с квалификационных раундов. В октябре на турнире 1-й категории в Цюрихе Бачински, пройдя на турнир через квалификацию, обыграла двух теннисисток из топ-20: Анастасию Мыскину и Франческу Скьявоне (итальянка отказалась от продолжения матча после проигранного первого сета). В четвертьфинале Бачински проиграла Марии Шараповой, которая победила в том розыгрыше турнира.
В апреле 2007 года Бачински сделала победный дубль на 100-тысячнике ITF в Кань-сюр-Мере, победив в одиночном и парном разрядах. В мае, пройдя квалификационный отбор на Открытый чемпионат Франции, дебютировала в основных соревнованиях Большого шлема и прошла до второго раунда. Этот результат позволил швейцарке войти в топ-100 мирового рейтинга. На Уимблдонском турнире в первом раунде Бачински проиграла Вере Душевиной. Следующий раз на корт она вышла только через два месяца, выступив на Открытом чемпионате США, где в первом раунде проиграла другой россиянке Надежде Петровой.
Выпав из первой сотни, на Открытый чемпионат Австралии 2008 года Бачински пробивалась через квалификацию, дойдя в итоге до второго раунда. В феврале через квалификацию она прошла на турнир в Антверпене, где вышла в полуфинал и обыграла по ходу турнира восьмую ракетку мира Даниэлу Гантухову (отказ соперницы при счёте 6:2, 4:6, 4:1 в пользу Бачински). В полуфинале она проиграла первой ракетке Жюстин Энен, сумев выиграть один сет (6:2, 3:6, 3:6). Следующий раз до полуфинала Бачински добралась в мае на грунтовом турнире в Страсбурге. На Открытом чемпионате Франции, как и год назад, она вышла во второй раунд. Такой же результат был достигнут и на Уимблдонском турнире, где путь дальше ей преградила пятая в мире Елена Дементьева. В августе впервые приняла участие в летних Олимпийских играх, проводившихся в Пекине. Её соперницей по первому раунду стала восьмая в мире Винус Уильямс, которой Бачински проиграла 3:6, 2:6. На Открытом чемпионате США впервые вышла в третий раунд, где не смогла переиграть седьмую в мире Динару Сафину 6:3, 5:7, 2:6. Сезон 2008 года впервые завершила в топ-100, заняв 53-е место.

### 2009—2013 (травмы)
В мае 2009 года на Открытом чемпионате Франции Бачински выбыла на стадии второго раунда, а в июне такой же результат показала на Уимблдонском турнире. В июле, начав с квалификации, вышла в полуфинал в Будапеште. Также она выступила через неделю в Праге, где стартовала в квалификационных раундах. Затем до полуфинала Бачински дошла еще и на турнире в Стамбуле. На Открытом чемпионате США она проиграла во втором раунде. В октябре на турнире в Люксембурге выиграла первый титул WTA. В финале она переиграла немку Сабину Лисицки 6:2, 7:5.
На Открытом чемпионате Австралии 2010 года Бачински выбыла уже в первом раунде. Преодолеть эту стадию на турнирах в следующий раз ей удалось в конце марта на турнире в Майами, где она смогла выйти в четвёртый раунд и обыграть № 11 в мире Ли На 6:4, 4:6, 7:6(3). Перейдя в апреле на грунт, она вышла в четвертьфинал на турнире в Барселоне. На Открытом чемпионате Франции проиграла во втором раунде, а на Уимблдоне уже в первом. В июле, выступая в парах совместно с Татьяной Гарбин она выиграла два титула подряд на турнирах в Будапеште и Праге. Затем на турнире в Бадгастайне Бачински вышла в финал как в одиночном, так и в парном разрядах, но оба проиграла (в одиночном Юлии Гёргес 1:6, 4:6). На Открытом чемпионате США она выбыла на старте. В октябре вышла в четвертьфинал Пекине, а также совместно с Гарбин завоевала парный титул в Люксембурге. 2010 год закончила в шаге от топ-50, заняв 51-ю строчку.
На Австралийском чемпионате 2011 года Бачински вновь проиграла в первом раунде. Сезон ей пришлось закончить досрочно. В марте она получили серьезную травму ноги и почти на год не выходила на корт. Возвращение состоялось в феврале 2012 года. Из-за низкого рейтинга Бачински принимала участие и на турнирах ITF. В июле она выиграла 15-тысячник, а осенью два 25-тысячника. На Открытый чемпионат США она получила специальное приглашение и приняла участие в основном турнире, но проиграла уже на старте. В 2013 году она вновь пропустила из-за травм много турниров. Первый раз в сезоне выступила в феврале на турнире ITF, а второй в мае в квалификации Открытого чемпионата Франции. В июле смогла выиграть 50-тысячник ITF во Франции. Проблемы со здоровьем не дали Бачински полноценно выступить в соревнованиях тура и три сезона подряд она в рейтинге занимала места далеко за пределами топ-100.

### 2014—2016 (возвращение, попадание в топ-10 и серебро Олимпиады в парах)
2014 год Бачински начала с выигрыша 25-тысячника ITF во Франции и 15-тысячника в Эстонии. В конце апреля через квалификацию она пробилась на турнир WTA в Оэйраше, где смогла впервые за долгое время выйти в четвертьфинал. В первом раунде турнира она переиграла 19-ю в мире Саманту Стосур. Выиграв три раунда квалификации, Бачински прошла на Открытый чемпионат Франции, где во втором раунде её остановила 15-я в мире Карла Суарес Наварро. На Уимблдонском турнире вновь проиграла во втором раунде, на этот раз Марии Шараповой. На Открытом чемпионате США на той же стадии она проиграла Винус Уильямс. В сентябре вышла в полуфинал на турнире в Гуанчжоу. Затем она успешно выступила на турнире Премьер-серии в Ухане. Бачински, преодолев квалификацию и первый раунд, смогла затем выбить с турнира двух сильных россиянок: 14-ю в мире Екатерину Макарову и 4-ю Марию Шарапову. Попав таким образом в четвертьфинал, Бачински проиграла 7-й ракетке мира Каролине Возняцки. В октябре совместно с Кристиной Барруа она выиграла парные соревнования в Люксембурге. Бачински смогла вернуть форму после травм и заняла по итогам сезона 48-е место.
В начале 2015 года Бачински успешно выступила на турнире в Шэньчжэне, где вышла в финал. В полуфинале турнира она обыграла 4-ю ракетку мира Петру Квитову 6:4, 6:4, а в финале уступила 3-й в мире Симоне Халеп 2:6, 2:6. На Открытом чемпионате Австралии ей удалось в первом раунде выбить с турнира 15-ю ракетку мира Елену Янкович 6:1, 6:4. Дойдя то третьего раунда, Бачински уступила Гарбинье Мугурусе. В феврале, спустя более пяти лет после первого, Бачински выиграла второй в карьере одиночный титул WTA — на турнире в Акапулько, где в финале переиграла француженку Каролин Гарсию 6:3, 6:0. Через неделю эти соперницы вновь встретились в финале на турнире в Монтеррее и вновь победила Бачински (4:6, 6:2, 6:4). В марте вышла в четвертьфинал в Индиан-Уэллсе, переиграв на пути к нему восьмую сеяную Екатерину Макарову, а проиграв только первой ракетке мира Серене Уильямс.
Перейдя в апреле 2015 года на грунт, Бачински вышла в четвертьфинал в Марракеше. Главный результат сезона пришёлся на Открытый чемпионат Франции. Бачински впервые в карьере смогла дойти до полуфинала турнира Большого шлема. Она обыграла Лару Арруабаррену, Терезу Смиткову, Мэдисон Киз (16-й номер посева), Петру Квитову (4-й номер посева) и Алисон ван Эйтванк. В борьбе за выход в финал Бачински проиграла лидеру мировой классификации Серене Уильямс 6:4, 3:6, 0:6. Результат позволил занять 15-е место в мировом рейтинге. На Уимблдонском турнире прошла в четвертьфинал. На пути к нему переиграла Юлию Гёргес, Сильвию Солер-Эспиносу, Сабину Лисицки (№ 18 посева) и Монику Никулеску. Проиграла Гарбинье Мугурусе.
Бачински неудачно проводила подготовку к Открытому чемпионату США, проигрывая на турнирах в первом раунде. Также на старте она выбыла и в США. Взяв после этого паузу до октября, вышла в финал турнира в Пекине, обыграв в том числе ряд теннисисток из топ-20: Карлу Суарес Наварро, Сарру Эррани и Ану Иванович. В финале она проиграла Мугурусе. После этого выступления Бачински впервые в карьере попала в топ-10, но завершила год на 12-й строчке.
На Австралийском чемпионате 2016 года проиграла во втором раунде Аннике Бек. В марте на турнире в Индиан-Уэллсе вышла в четвёртый раунд, а затем в Майами и — в полуфинал, выбив из розыгрыша трёх сеянных теннисисток: Ану Иванович (№ 16), Агнешку Радваньскую (№ 3) и Симону Халеп (№ 5). В борьбе за выход в финал Бачински проиграла россиянке Светлане Кузнецовой 5:7, 3:6. В мае Бачински выиграла четвёртый одиночный титул WTA в карьере, завоевав его на грунтовом турнире в Рабате. В мае на турнире серии Премьер 5 в Риме. В 1/4 она также вышла и на Ролан Гаррос, обыграв для этого в четвёртом раунде Винус Уильямс.
В июле 2016 года Бачински вышла в полуфинал турнира в Гштаде. После этого она отправилась на Олимпийские игры, которые проходили в Рио-де-Жанейро. В одиночном разряде она проиграла уже в первом раунде, но зато в парном разряде Тимея сыграла в команде со знаменитой соотечественницей Мартиной Хингис. Швейцарская пара смогла завоевать серебряную медаль. В Олимпийском финале Бачински и Хингис проиграли Елене Весниной и Екатерине Макаровой — 4:6, 4:6. По итогам сезона Бачински заняла 15-е место в одиночном рейтинге.

### 2017—2019 (второй полуфинал на Ролан Гаррос и завершение карьеры)
В феврале 2017 года Бачински помогла Швейцарии обыграть в четвертьфинале Кубка Федерации сильную команду Франции. Она выиграла оба личных матча у Корне и Младенович и победила в паре с Хингис. В апреле в полуфинале с командой Беларуси она выиграла у Арины Соболенко, а вот Александре Соснович уже проиграла и Швейцария проиграла со счётом 2:3. Подготовку к Ролан Гаррос Бачински провела не на высоком уровне, судя по количеству турниров и результатом на них, но на самом Открытом чемпионате Франции смогла себя проявить. Ей удалось во второй раз на кортах Парижа выйти в полуфинал Большого шлема. В четвёртом раунде была обыграна Винус Уильямс, а в 1/4 финала Кристина Младенович. В трёхсетовом полуфинале она все-таки уступила дорогу в решающий матч более молодой Елене Остапенко — 6:7(4), 6:3, 3:6. После Уимблдона, на котором Тимея доиграла до третьего раунда, она была вынуждена досрочно завершить сезон из-за травмы правой руки, а в сентябре она успешно перенесла операцию.
Возвращение на корт состоялось в феврале 2018 года на турнире в Санкт-Петербурге. В парном разряде вместе с Верой Звонарёвой Бачински смогла завоевать титул, в финале обыграв дуэт Алла Кудрявцева и Катарина Среботник. Это пятый титул WTA в парном разряде в карьере. В одиночном разряде до сентября она не смогла выиграть ни одного матча (девять поражений подряд). Первая победа за год была добыта 13 сентября на 80-тысячнике из цикла ITF в Биаррицк против Катарины Завацкой. Бачински дошла до финала того турнира, но проиграла там в двух сетах Тамаре Корпач из Германии. В октябре Бачински дошла до полуфинала турнира WTA в Тяньцзине (Китай), но проиграла Каролине Плишковой.
На Открытом чемпионате Австралии в первом раунде Бачински легко обыграла № 10 в мире на тот момент Дарью Касаткину, но в третьем проиграла Гарбинье Мугурусе. В июне на турнире младшей серии WTA 125K в Боле, (Хорватия). Результаты так и не вернулись к Тимее. После проигрыша в первом раунде Открытого чемпионата США она сыграла только на одном турнире в турнире в Сеуле, который оказался последним в карьере швейцарской теннисистки.
Через два года после последнего матча, в июле 2021 года Бачински объявила о завершении карьеры.

## Итоговое место в рейтинге WTA по годам
| Год  | Одиночный рейтинг | Парный рейтинг |
| 2021 | 927               |                |
| 2020 | 300               | 280            |
| 2019 | 125               | 155            |
| 2018 | 241               | 93             |
| 2017 | 39                | 181            |
| 2016 | 15                | 209            |
| 2015 | 12                | 143            |
| 2014 | 48                | 138            |
| 2013 | 285               | 531            |
| 2012 | 185               | 125            |
| 2011 | 242               | 347            |
| 2010 | 51                | 37             |
| 2009 | 54                | 107            |
| 2008 | 53                | 180            |
| 2007 | 123               | 171            |
| 2006 | 121               | 241            |
| 2005 | 392               | 393            |
| 2004 | 247               | 584            |
| 2003 | 455               |                |

## Выступления на турнирах

### Финалы турнировWTAв одиночном разряде (7)

#### Победы (4)
| Легенда:                    |
| --------------------------- |
| Турниры Большого шлема (0)* |
| Олимпиада (0)               |
| Итоговый турнир WTA (0)     |
| Premier Mandatory (0)       |
| Premier 5 (0)               |
| Premier (0+1)               |
| International (4+4)         |

| Титулы по покрытиям | Титулы по месту проведения матчей турнира |
| ------------------- | ----------------------------------------- |
| Хард (3+3)*         | Зал (1+3)                                 |
| Грунт (1+2)         | Зал (1+3)                                 |
| Трава (0)           | Открытый воздух (3+2)                     |
| Ковёр (0)           | Открытый воздух (3+2)                     |

* количество побед в одиночном разряде + количество побед в парном разряде.
| №  | Дата            | Турнир             | Покрытие   | Соперница в финале | Счёт        |
| 1. | 19 октября 2009 | Люксембург         | Хард (зал) | Сабина Лисицки     | 6-2 7-5     |
| 2. | 28 февраля 2015 | Акапулько, Мексика | Хард       | Каролин Гарсия     | 6-3 6-0     |
| 3. | 8 марта 2015    | Монтеррей, Мексика | Хард       | Каролин Гарсия     | 4-6 6-2 6-4 |
| 4. | 30 апреля 2016  | Рабат, Марокко     | Грунт      | Марина Эракович    | 6-2 6-1     |

#### Поражения (3)
| №  | Дата            | Турнир              | Покрытие | Соперница в финале | Счёт    |
| 1. | 19 июля 2010    | Бадгастайн, Австрия | Грунт    | Юлия Гёргес        | 1-6 4-6 |
| 2. | 10 января 2015  | Шэньчжэнь, Китай    | Хард     | Симона Халеп       | 2-6 2-6 |
| 3. | 11 октября 2015 | Пекин, Китай        | Хард     | Гарбинье Мугуруса  | 5-7 4-6 |

### Финалы турнировWTA 125иITFв одиночном разряде (20)

#### Победы (13)
| Легенда:                    |
| --------------------------- |
| WTA 125 (0+1)*              |
| 100.000 USD (1+7)           |
| 80.000 (75.000)** USD (1+1) |
| 60.000 (50.000)** USD (3)   |
| 25.000 USD (5+5)            |
| 15.000** USD (2)            |
| 15.000 (10.000)** USD (1+1) |

** призовой фонд до 2017 года
| Титулы по покрытиям | Титулы по месту проведения матчей турнира |
| ------------------- | ----------------------------------------- |
| Хард (4+4)*         | Зал (5+6)                                 |
| Грунт (9+8)         | Зал (5+6)                                 |
| Трава (0)           | Открытый воздух (8+9)                     |
| Ковёр (0+3)         | Открытый воздух (8+9)                     |

* количество побед в одиночном разряде + количество побед в парном разряде.
| №   | Дата             | Турнир                   | Покрытие    | Соперница в финале      | Счёт        |
| 1.  | 10 августа 2003  | Рексем, Великобритания   | Хард        | Карен Патерсон          | 6-0 6-3     |
| 2.  | 11 апреля 2004   | Динан, Франция           | Грунт (зал) | Ципора Обзилер          | 6-2 6-1     |
| 3.  | 15 августа 2004  | Мартина-Франка, Италия   | Грунт       | Байя Моухтассине        | 6-4 6-4     |
| 4.  | 9 апреля 2006    | Динан, Франция           | Грунт (зал) | Ярослава Шведова        | 4-6 7-5 6-2 |
| 5.  | 21 мая 2006      | Сен-Годенс, Франция      | Грунт       | Ивана Абрамович         | 7-5 6-4     |
| 6.  | 29 апреля 2007   | Кань-сюр-Мер, Франция    | Грунт       | Татьяна Малек           | 6-4 6-1     |
| 7.  | 7 июля 2012      | Роверето, Италия         | Грунт       | Анна Шефер              | 6-0 6-2     |
| 8.  | 16 сентября 2012 | Мон-де-Марсан, Франция   | Грунт       | Тельяна Перейра         | 6-2 3-6 6-2 |
| 9.  | 28 октября 2012  | Бразилиа, Бразилия       | Грунт       | Ралука Олару            | 7-5 6-2     |
| 10. | 21 июля 2013     | Контрексевиль, Франция   | Грунт       | Беатрис Гарсия Видагани | 6-1 6-1     |
| 11. | 26 января 2014   | Андрезье-Бутеон, Франция | Хард (зал)  | Исалин Бонавентюре      | 6-1 6-1     |
| 12. | 16 февраля 2014  | Таллин, Эстония          | Хард (зал)  | Анетт Контавейт         | 6-3 6-3     |
| 13. | 4 ноября 2018    | Нант, Франция            | Хард (зал)  | Амандин Эсс             | 6-4 3-6 6-1 |

#### Поражения (7)
| №  | Дата             | Турнир                     | Покрытие    | Соперница в финале     | Счёт           |
| 1. | 17 апреля 2005   | Биарриц, Франция           | Грунт       | Мартина Мюллер         | 6-4 6-7(2) 2-6 |
| 2. | 24 февраля 2013  | Кройцлинген, Швейцария     | Ковёр (зал) | Екатерина Александрова | 4-6 3-6        |
| 3. | 10 ноября 2013   | Экёрдрвиль-Энвиль, Франция | Хард (зал)  | Амандин Эсс            | 6-7(5) 6-3 4-6 |
| 4. | 23 февраля 2014  | Кройцлинген, Швейцария     | Ковёр (зал) | Михаэлла Крайчек       | 4-6 6-7(5)     |
| 5. | 11 мая 2014      | Кань-сюр-Мер, Франция      | Грунт       | Шэрон Фичмен           | 2-6 2-6        |
| 6. | 15 июня 2014     | Ноттингем, Великобритания  | Трава       | Ярмила Гайдошова       | 2-6 2-6        |
| 7. | 16 сентября 2018 | Биарриц, Франция           | Грунт       | Тамара Корпач          | 2-6 5-7        |

### Финалы Олимпийских турниров в женском парном разряде (1)

#### Поражения (1)
| №  | Дата | Турнир                   | Покрытие | Партнёрша      | Соперницы в финале               | Счёт    |
| 1. | 2016 | Рио-де-Жанейро, Бразилия | Хард     | Мартина Хингис | Елена Веснина Екатерина Макарова | 4-6 4-6 |

### Финалы турнировWTAв парном разряде (10)

#### Победы (5)
| №  | Дата            | Турнир                  | Покрытие   | Партнёрша       | Соперницы в финале                        | Счёт           |
| 1. | 5 июля 2010     | Будапешт, Венгрия       | Грунт      | Татьяна Гарбин  | Сорана Кырстя Анабель Медина Гарригес     | 6-3 6-3        |
| 2. | 12 июля 2010    | Прага, Чехия            | Грунт      | Татьяна Гарбин  | Моника Никулеску Агнеш Савай              | 7-5 7-6(4)     |
| 3. | 18 октября 2010 | Люксембург              | Хард (зал) | Татьяна Гарбин  | Ивета Бенешова Барбора Заглавова-Стрыцова | 6-4 6-4        |
| 4. | 18 октября 2014 | Люксембург (2)          | Хард (зал) | Кристина Барруа | Луция Градецкая Барбора Крейчикова        | 3-6 6-4 [10-4] |
| 5. | 4 февраля 2018  | Санкт-Петербург, Россия | Хард (зал) | Вера Звонарёва  | Алла Кудрявцева Катарина Среботник        | 2-6 6-1 [10-3] |

#### Поражения (5)
| №  | Дата            | Турнир              | Покрытие   | Партнёрша         | Соперницы в финале                      | Счёт              |
| 1. | 12 апреля 2010  | Барселона, Испания  | Грунт      | Татьяна Гарбин    | Роберта Винчи Сара Эррани               | 1-6 6-3 [2-10]    |
| 2. | 19 июля 2010    | Бадгастайн, Австрия | Грунт      | Татьяна Гарбин    | Луция Градецкая Анабель Медина Гарригес | 7-6(2) 1-6 [5-10] |
| 3. | 14 августа 2016 | Олимпиада           | Хард       | Мартина Хингис    | Елена Веснина Екатерина Макарова        | 4-6 4-6           |
| 4. | 16 апреля 2017  | Биль, Швейцария     | Хард (зал) | Мартина Хингис    | Моника Никулеску Се Шувэй               | 7-5 3-6 [7-10]    |
| 5. | 22 июля 2018    | Гштад, Швейцария    | Грунт      | Лара Арруабаррена | Алекса Гуарачи Дезире Кравчик           | 6-4 4-6 [6-10]    |

### Финалы турнировWTA 125иITFв парном разряде (24)

#### Победы (15)
| №   | Дата             | Турнир                     | Покрытие    | Партнёрша          | Соперницы в финале                           | Счёт              |
| 1.  | 27 ноября 2005   | Ополе, Польша              | Ковёр (зал) | Надежда Островская | Луция Градецкая Габриэла Навратилова         | 6-4 7-6(5)        |
| 2.  | 15 августа 2006  | Стокгольм, Швеция          | Хард (зал)  | Орели Веди         | Сурина де Бер Энн Кеотавонг                  | 6-4 6-4           |
| 3.  | 29 апреля 2007   | Кань-сюр-Мер, Франция      | Грунт       | Орели Веди         | Катарина Кахликова Анастасия Павлюченкова    | 7-5 7-5           |
| 4.  | 12 сентября 2007 | Бордо, Франция             | Грунт       | Сандра Клёзель     | Натали Виерин Алиса Клейбанова               | 7-6(2) 6-4        |
| 5.  | 20 сентября 2009 | София, Болгария            | Грунт       | Татьяна Гарбин     | Петра Мартич Полона Херцог                   | 6-2 7-6(4)        |
| 6.  | 27 сентября 2009 | Сен-Мало, Франция          | Грунт       | Татьяна Гарбин     | Орели Веди Андрея Клепач                     | 6-3 — отказ       |
| 7.  | 31 октября 2009  | Ортизеи, Италия            | Ковёр (зал) | Татьяна Гарбин     | Галина Воскобоева Барбора Заглавова-Стрыцова | 6-2 6-2           |
| 8.  | 17 октября 2010  | Торхаут, Бельгия           | Хард (зал)  | Татьяна Гарбин     | Янина Викмайер Михаэлла Крайчек              | 6-4 6-2           |
| 9.  | 16 сентября 2012 | Мон-де-Марсан, Франция     | Грунт       | Михаэла Бузарнеску | Александрина Найденова Тельяна Перейра       | 6-4 6-1           |
| 10. | 14 октября 2012  | Сучжоу, Китай              | Хард        | Каролин Гарсия     | Чжао Ицзин Ян Чжаосюань                      | 7-5 6-3           |
| 11. | 24 февраля 2013  | Кройцлинген, Швейцария     | Ковёр (зал) | Ксения Кнолль      | Матея Межак Сильвия Нирич                    | 6-3 6-2           |
| 12. | 6 октября 2013   | Будапешт, Венгрия          | Грунт       | Ксения Кнолль      | Вероника Капшай Река-Луца Яни                | 7-6(3) 6-2        |
| 13. | 10 ноября 2013   | Экёрдрвиль-Энвиль, Франция | Хард (зал)  | Кристина Барруа    | Ева Ваканно Диана Марцинкевич                | 6-4 6-3           |
| 14. | 24 ноября 2013   | Шарм-эш-Шейх, Египет       | Грунт       | Кристина Барруа    | Анна Моргина Катерина Синякова               | 6-7(5) 6-0 [10-4] |
| 15. | 9 июня 2019      | Бол, Хорватия              | Грунт       | Мэнди Минелла      | Рената Ворачова Корнелия Листер              | 0-6 7-6(3) [10-4] |

#### Поражения (9)
| №  | Дата            | Турнир                      | Покрытие   | Партнёрша           | Соперницы в финале                     | Счёт              |
| 1. | 12 апреля 2005  | Биарриц, Франция            | Грунт      | Орели Веди          | Стефани Коэн-Алоро Селима Сфар         | 2-6 1-6           |
| 2. | 9 сентября 2007 | Денен, Франция              | Грунт      | Каролина Косиньская | Ева Грдинова Мари-Эв Пеллетье          | 3-6 2-6           |
| 3. | 6 июня 2009     | Марсель, Франция            | Грунт      | Елена Бовина        | Татьяна Гарбин Мария Эмилия Салерни    | 7-6(4) 3-6 [7-10] |
| 4. | 4 октября 2009  | Афины, Греция               | Хард       | Татьяна Гарбин      | Ясмин Вёр Элени Данилиду               | 2-6 7-5 [4-10]    |
| 5. | 29 июля 2012    | Ле-Контамин-Монжуа, Франция | Хард       | Эстель Гисар        | Маша Зец-Пешкирич Конни Перрен         | 6-2 4-6 [5-10]    |
| 6. | 28 октября 2012 | Бразилиа, Бразилия          | Грунт      | Джулия Коэн         | Елена Богдан Ралука Олару              | 3-6 6-3 [8-10]    |
| 7. | 26 января 2014  | Андрезье-Бутеон, Франция    | Хард (зал) | Кристина Барруа     | Юлия Бейгельзимер Катерина Козлова     | 3-6 6-3 [8-10]    |
| 8. | 8 марта 2014    | Престон, Великобритания     | Хард (зал) | Кристина Барруа     | Тара Мур Марта Сироткина               | 6-3 1-6 [11-13]   |
| 9. | 11 ноября 2018  | Лимож, Франция              | Хард (зал) | Вера Звонарёва      | Галина Воскобоева Вероника Кудерметова | 5-7 4-6           |

## История выступлений на турнирах
| Турнир                       | 2005          | 2006          | 2007          | 2008          | 2009          | 2010          | 2011          | 2012  | 2013          | 2014          | 2015          | 2016   | 2017          | 2018          | 2019          | Итог   | В/П за карьеру |
| ---------------------------- | ------------- | ------------- | ------------- | ------------- | ------------- | ------------- | ------------- | ----- | ------------- | ------------- | ------------- | ------ | ------------- | ------------- | ------------- | ------ | -------------- |
| Турниры Большого шлема       |               |               |               |               |               |               |               |       |               |               |               |        |               |               |               |        |                |
| Открытый чемпионат Австралии | К             | -             | К             | 2Р            | -             | 1Р            | 1Р            | -     | -             | -             | 3Р            | 2Р     | 3Р            | -             | 3Р            | 0 / 7  | 8-7            |
| Открытый чемпионат Франции   | -             | -             | 2Р            | 2Р            | 2Р            | 2Р            | -             | -     | К             | 2Р            | 1/2           | 1/4    | 1/2           | -             | К             | 0 / 8  | 19-8           |
| Уимблдонский турнир          | -             | -             | 1Р            | 2Р            | 2Р            | 1Р            | -             | -     | К             | 2Р            | 1/4           | 3Р     | 3Р            | -             | 1Р            | 0 / 9  | 11-9           |
| Открытый чемпионат США       | -             | -             | 1Р            | 3Р            | 2Р            | 1Р            | -             | 1Р    | -             | 2Р            | 1Р            | 2Р     | -             | 1Р            | 1Р            | 0 / 10 | 5-10           |
| Итог                         | 0 / 0         | 0 / 0         | 0 / 3         | 0 / 4         | 0 / 3         | 0 / 4         | 0 / 1         | 0 / 1 | 0 / 0         | 0 / 3         | 0 / 4         | 0 / 4  | 0 / 3         | 0 / 1         | 0 / 3         | 0 / 34 |                |
| В/П в сезоне                 | 0-0           | 0-0           | 1-3           | 5-4           | 3-3           | 1-4           | 0-1           | 0-1   | 0-0           | 3-3           | 11-4          | 8-4    | 9-3           | 0-1           | 2-2           |        | 43-33          |
| Олимпийские игры             |               |               |               |               |               |               |               |       |               |               |               |        |               |               |               |        |                |
| Летняя олимпиада             | Не проводился | Не проводился | Не проводился | 1Р            | Не проводился | Не проводился | Не проводился | -     | Не проводился | Не проводился | Не проводился | 1Р     | Не проводился | Не проводился | Не проводился | 0 / 2  | 0-2            |
| Итоговые турниры             |               |               |               |               |               |               |               |       |               |               |               |        |               |               |               |        |                |
| Трофей элиты WTA             | Не проводился | Не проводился | Не проводился | Не проводился | -             | -             | -             | -     | -             | -             | -             | Группа | -             | -             | -             | 0 / 1  | 1-1            |

К — проигрыш в квалификационном турнире.